# Heyetang
Heyetang (kinesiska: 荷叶塘, 荷叶塘镇) är en köping i Kina. Den ligger i provinsen Zhejiang, i den östra delen av landet, omkring 97 kilometer söder om provinshuvudstaden Hangzhou.
Genomsnittlig årsnederbörd är 2 143 millimeter. Den regnigaste månaden är juni, med i genomsnitt 396 mm nederbörd, och den torraste är januari, med 70 mm nederbörd.